# 伊姆雷迪·贝拉

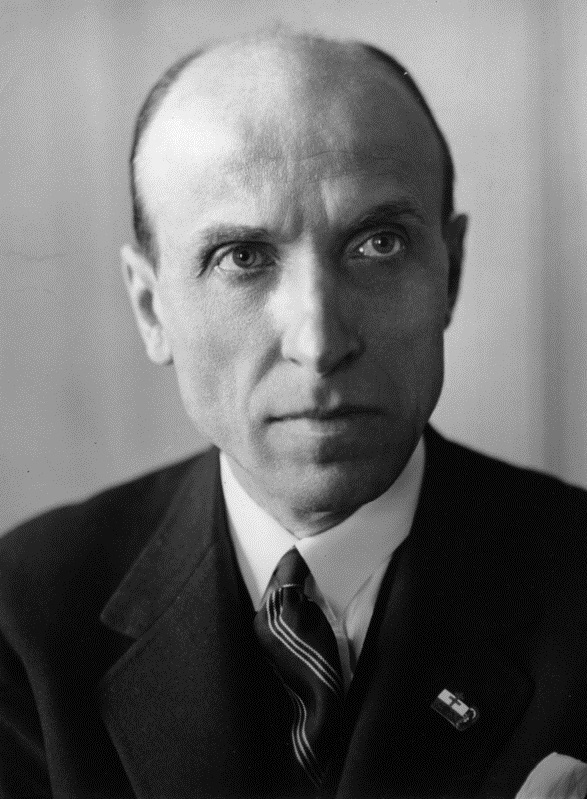
伊姆雷迪·贝拉

伊姆雷迪·贝拉（Vitéz ómoraviczai Imrédy Béla/ Béla vitéz Imrédy de Ómoravicza，1891年12月29日—1946年2月28日）是1938至1939年间的匈牙利王国首相。伊姆雷迪·贝拉財政專家出身，外交上親德，而且實行極右翼獨裁及反猶太政策。德军被趕出匈牙利后，伊姆雷迪被捕，1945年11月，人民法庭因他犯有战争罪、通敌（纳粹德国）罪而判处他死刑，1946年，他在位于布达佩斯马尔科（Markó）街的监狱的庭院中被行刑队枪决。

## 出身與早年
伊姆雷迪出身於世代經商的資產階級家庭，父親曾任國家土地信貸研究所的副總裁和總經理，舅公則是前首相比托·伊斯特萬。
伊姆雷迪從小就對音樂和文學很有興趣，被家人視作天賦異稟的天才並精心培養，中學時更是就讀匈牙利第一所高中「皮里亞斯特高中」。
1915年，伊姆雷迪自歐洲之旅歸國後便投身財經行業，於1918通過國家考試，先後在匈牙利佩斯銀行和Takarékpénztárak és Bankok Egyesületének擔任要職，後轉入匈牙利國家銀行，歷任副行長（1926）、董事（1928）和行長（1935）。

## 政治生涯
1929年經濟大恐慌爆發後，匈牙利遭重創，強人首相貝特倫·伊斯特萬的權威受到法西斯主義者根伯什·久洛的挑戰，伊姆雷迪隨後應根伯什之邀，協助他起草國家工作計畫，成為根伯什行政團隊中的財經專家。
1932年，根伯什被選為首相，伊姆雷迪也晉升財政部長，但隨著極右翼運動聲勢高漲，根伯什及後繼的達拉尼·卡爾曼陸續遭到攝政霍爾蒂·米克洛什親王的免職，1938年，伊姆雷迪被霍爾蒂選為首相。

## 首相任內

### 早期
在以天主教徒為主的匈牙利社會，伊姆雷迪的天主教信仰及和庇護十一世的友好關係與喀爾文教派的霍爾蒂與達拉尼形成對比，宗教上天然的優勢使伊姆雷迪能夠在法西斯派中脫穎而出，被霍爾蒂用於穩定政局。
在任期的前幾個月，伊姆雷迪延續了達拉尼政府的政策：繼續實施社會立法、旨在鞏固秩序的限制性措施，並最終遏制日益囂張的極右翼。
而對於曾是極右翼生力軍的箭十字黨，伊姆雷迪也不予寬貸，逮捕其領袖薩拉希，並試圖以有宗教背景的團體取代期待其地位，而其種族政策也愈發嚴苛，通過了匈牙利第一項反猶太立法，限制各行業猶太人人數不得高於二成。

### 轉向右翼
外交上，伊姆雷迪於1937年訪問義大利期間對匈義關係生疑，而在隔年訪德形成對納粹式統治產生好感，逐漸成為了極右翼獨裁的信徒，九月，伊姆雷迪在考波什堡發表他所謂「奇蹟革命」的演講，提倡對匈牙利的徹底法西斯化，以解決農工群眾遭遇的問題。此外，伊姆雷迪的反猶太立場也愈發激進，於十二月提出用於「限制猶太人佔領公共生活和經濟空間」的第二部反猶太立法，至此，伊姆雷迪已經在議會遭遇普遍質疑，但仍然憑藉在第一次維也納仲裁裁決取得的成功減緩了矛盾的爆發。
透過與德國靠攏而在經濟與領土收復取得短期的雙贏後，伊姆雷迪的聲望在極右翼社群的聲望如日中天，打算邁向「奇蹟革命」的關鍵一步，即修憲讓政府徹底獨立於議會之外，內政部長克里斯茨-費斯切·費倫茨與教育部長泰萊基·帕爾旋即對此強烈抵制，他被迫放弃了这一想法。随后，他计划通过修改议事规则来实现类似的目标。使議會在11月形成前所未有的政治僵局:62名議員退出執政黨並加入反對黨，以115比94的結果否決了伊姆雷迪的提案。伊姆雷迪被迫向霍爾蒂親王請辭。

### 倒台
然而，霍爾蒂拒絕了伊姆雷迪的辭呈，使伊姆雷迪認為霍爾蒂支持他，隨後打算採取「借外力推翻議會與現有體制」實現「奇蹟革命」，為此，他计划创建一个统一的右翼激进运动，这在1939年1月6日在佩斯蒂维加多举行的大会上成为现实，该运动被称为匈牙利生命运动。它的象征—神奇鹿，也指向这一点。在德国的压力下，甚至允许了公然支持纳粹的人民聯盟的运作。
在伊姆雷迪的領導下，各極右翼組織的活動有所增加（箭十字黨在2月份對煙草街猶太教堂實施爆炸事件 ，導致13人死亡）。幾乎所有非法西斯派都對此忍無可忍，自由派與左翼甚至與保守的霍爾蒂集團形成合作，自由派政治家拉塞爾·卡羅伊與貝特倫調查後舉證指出伊姆雷迪有八分之一猶太血統，霍爾蒂便引據伊姆雷迪起草的反猶太律法免職伊姆雷迪。

## 成立反對黨
倒台後，伊姆雷迪對於藉由王權和議會實現「奇蹟革命」失去信心，遂於1940年10月成立匈牙利復興黨，該黨與匈牙利國家社會黨結盟，明確地得到了柏林的支持。他們的問候方式是納粹禮，標語則有“更好的未來” - “願上帝保佑！”。黨綱包括“為匈牙利為猶太人人口和...從精神上完全解放。”他的運動的廣泛媒體受到了儲蓄銀行和銀行協會的大量資助。雖然他試圖與箭十字黨保持距離，但仍不斷抨擊政府。到了1943年底，德國領導層明確地認為他是一位可接受的領袖，作為佔領匈牙利後內定的傀儡政權領導人。

## 再度上位
1944年瑪格麗特行動挫敗了霍爾蒂親王與卡拉伊·米克洛什首相加入同盟國的意圖，卡拉伊內閣閣員遭追捕，霍爾蒂則淪為德國「代表」埃德蒙德·費森邁爾的傀儡，儘管如此，在兩人的談判中，費森邁爾最終接受了霍爾蒂提出「以斯托堯伊·德邁取代伊姆雷迪·貝洛」的條件，就這樣，伊姆雷迪在斯托堯伊內閣中被貶為經濟部長，復興黨在內閣中也只佔有三個席位，其餘有副首相拉茨·耶努和內政部長堯羅什·安多爾。
隨著戰局與國內政治事件的發展，讓德國領導人越來越相信，德國不應依靠以自身利益為先的中產階級，而應該依靠來自下層的極右翼勢力，即手段更為暴力、徹底蔑視貴族保守派的箭十字黨。反觀，伊姆雷迪與其中產階級政府對霍爾蒂與史達林的眉來眼去束手無策，這也意味著德國必須再次出兵鎮壓匈牙利。這時，薩拉希和他的團隊脫穎而出。同時，來自霍爾蒂的打壓與希特勒的棄用讓伊姆雷迪及其圈子的影響力越來越小：伊姆雷迪·貝洛於1944年8月7日辭職，永遠退出政壇。1944年秋天，作為由議會組成的全國立法者協會的成員，他仍然支持箭十字黨接管和繼續對抗蘇聯。

## 逃亡與處決
1945年春，伊姆雷迪與家人逃至薩爾茨卡默古特渡假村，5月29日就被希姆勒·馬東上校領導的美國戰略情報局匈牙利分部捕獲，隨後被運回蘇聯佔領下的匈牙利。
他在整個過程中保持冷靜，並試圖逐一駁斥對法庭提出的指控。與薩拉希和巴爾道西不同，他承認了自己的政治責任，然而，就像後者一樣，他否認了人民法院在他案件中的權限。伊姆雷迪在11月23日的人民法院審判中被一審判處絞刑，並於1946年2月4日在二審中被修改為槍決。他的上訴被人民法院全國委員會（NOT）拒絕，並於1946年2月28日，在Markó utcai監獄庭院，行刑小組對他進行了槍決。他表示，他太遲意識到，他應該留任銀行行長。